# 대한민국 형사소송법 제298조
대한민국 형사소송법 제298조는 공소장변경의 범위에 대한 형사소송법의 조문이다.

## 조문
제298조(공소장의 변경) ① 검사는 법원의 허가를 얻어 공소장에 기재한 공소사실 또는 적용법조의 추가, 철회 또는 변경을 할 수 있다. 이 경우에 법원은 공소사실의 동일성을 해하지 아니하는 한도에서 허가하여야 한다.

②법원은 심리의 경과에 비추어 상당하다고 인정할 때에는 공소사실 또는 적용법조의 추가 또는 변경을 요구하여야 한다.

③법원은 공소사실 또는 적용법조의 추가, 철회 또는 변경이 있을 때에는 그 사유를 신속히 피고인 또는 변호인에게 고지하여야 한다.

④법원은 전3항의 규정에 의한 공소사실 또는 적용법조의 추가, 철회 또는 변경이 피고인의 불이익을 증가할 염려가 있다고 인정한 때에는 직권 또는 피고인이나 변호인의 청구에 의하여 피고인으로 하여금 필요한 방어의 준비를 하게 하기 위하여 결정으로 필요한 기간 공판절차를 정지할 수 있다.

第298條(公訴狀의 變更) ① 檢事는 法院의 許可를 얻어 公訴狀에 記載한 公訴事實 또는 適用法條의 追加, 撤回 또는 變更을 할 수 있다. 이 경우에 法院은 公訴事實의 同一性을 害하지 아니하는 限度에서 許可하여야 한다.

②法院은 審理의 經過에 비추어 相當하다고 認定할 때에는 公訴事實 또는 適用法條의 追加 또는 變更을 要求하여야 한다.

③法院은 公訴事實 또는 適用法條의 追加, 撤回 또는 變更이 있을 때에는 그 事由를 迅速히 被告人 또는 辯護人에게 告知하여야 한다.

④法院은 前3項의 規定에 依한 公訴事實 또는 適用法條의 追加, 撤回 또는 變更이 被告人의 不利益을 增加할 念慮가 있다고 認定한 때에는 職權 또는 被告人이나 辯護人의 請求에 依하여 被告人으로 하여금 必要한 防禦의 準備를 하게 하기 爲하여 決定으로 必要한 期間 公判節次를 停止할 수 있다.

## 판례
- 형사소송법 제298조 제1항 "검사는 법원의 허가를 얻어 공소장에 기재한 공소사실 또는 적용법조의 추가, 철회 또는 변경을 할 수 있고" "법원은 공소사실의 동일성을 해하지 아니하는 한도에서 이를 허가하여야 한다"는 규정의 취지는 검사의 공소장 변경신청이 공소사실의 동일성을 해하지 아니하는 한 법원은 이를 허가 하여야 한다는 뜻이다.[1]
- 피의자가 다른 사람의 성명을 모용한 탓으로 공소장에 피모용자가 피고인으로 표시되었다 하더라도 이는 당사자의 표시상의 착오일 뿐이고 검사는 모용자에 대하여 공소를 제기한 것이므로 모용자가 피고인이 되고 피모용자에게 공소의 효력이 미친다고 할 수 없고, 이와 같은 경우 검사는 공소장의 인적 사항의 기재를 정정하여 피고인의 표시를 바로잡아야 하는 것인바, 이는 피고인의 표시상의 착오를 정정하는 것이지 공소장을 변경하는 것이 아니므로 형사소송법 제298조에 따른 공소장변경의 절차를 밟을 필요가 없고 법원의 허가도 필요로 하지 아니한다[2]

## 참고 문헌
- 손동권 신이철, 새로운 형사소송법(초판, 2013), 세창, 2013. ISBN 9788984114081

## 같이 보기
- 공소장변경